# FC Turkuaz Antwerpen
FC Turkuaz Antwerpen was een Belgische voetbalclub uit Antwerpen. De club is aangesloten bij de Koninklijke Belgische Voetbalbond met stamnummer 9576 en heeft lichtblauw en wit als kleuren. De club werd opgericht door de Turkse gemeenschap in Antwerpen in 2011 en sloot later aan bij de Belgische Voetbalbond.
FC Turkuaz trad een paar jaar aan in de lagere provinciale reeksen en speelde op terreinen aan de Openluchtcentrum Terbeke op Wilrijk.